# 9028 Konrádbeneš
9028 Konrádbeneš este un asteroid din centura principală, descoperit pe 26 ianuarie 1989, de Antonín Mrkos.